# Litra MT 101-106
 Ikke at forveksle med Litra MT.
Litra MT 101-106 var 6  dieselelektriske lokomotiver bygget for DSB af Scandia i Randers (nu Bombardier) i 1927. Som noget særligt var de forsynet med rejsegodsrum og postrum. MT 106 blev udrangeret efter et uheld i 1937. De øvrige blev udrangeret i 1943 og ombygget til hjælpevogne.